# Coenotephria reverdini
Coenotephria reverdini är en fjärilsart som beskrevs av Culot 1920. Coenotephria reverdini ingår i släktet Coenotephria och familjen mätare. Inga underarter finns listade i Catalogue of Life.